# Anna von Reuschenberg
Anna von Reuschenberg (* 1568; † 15. August 1629 in Aachen) war die Tochter von Wilhelm von Reuschenberg zu Overbach und Roschette und Margarethe von Gülpen und gehörte damit zu einer Nebenlinie der landadeligen Familie von Reuschenberg. Sie hatte 16 Geschwister und war u. a. die Schwester des kaiserlichen Obristen und Amtmann zu Jülich Johann von Reuschenberg zu Overbach und der Herrin zu Helmond Philippine von Reuschenberg.

## Leben und Wirken
1583 wurde sie in das Zisterzienserinnenkloster Unserer lieben Frau in Roermond aufgenommen und wurde im Jahr 1604 zur Äbtissin des Stifts gewählt. Allerdings wurde Anna von Reuschenberg nach einiger Zeit vorgeworfen, dass sie die Disziplin und Ordensvorschriften vernachlässigt. Der Abt von Kamp wurde damit beauftragt diese wiederherzustellen. Dagegen widersetzte sich die Äbtissin von Reuschenberg sowie einige Stiftsdamen. Sie bat unter anderem ihre Verwandten um Unterstützung. Diese beschwerten sich nun ihrerseits beim Erzherzog über den Abt von Kamp. Die Vorschriften des Ordens mit seiner besonderen Klausur und seinen strengen Regeln seien ein Grund dafür, dass sich nur wenige geeignete Personen um die Aufnahme in den Orden bemühten. Am 2. Juni 1626 beantragten sie die Genehmigung des Erzherzogs, um Papst Urban VIII. davon zu überzeugen, das Kloster zu einem adeligen Stift umzuwandeln. Der Plan scheiterte und der Äbtissin wurde 1626 die Leitung entzogen. Als die abgesetzte Äbtissin nicht aufhörte, ihre Nachfolgerin schlechtzureden, wurde sie am 27. Juni 1626 von dem Abt von Kamp zu einer Haftstrafe in einem anderen Kloster verurteilt. Die Erzherzogin billigte in einem Brief vom 24. Dezember 1626 diese Entscheidung. Auch ein Appell an das Generalkapitel des Klosters Cîteaux und an den Papst änderten nichts an dieser Entscheidung. Anna verstarb am 15. August 1629 zu Aachen, wo sie Heilbäder besuchte.